# Asmate bipartita
Asmate bipartita är en fjärilsart som beskrevs av Jules Pièrre Rambur 1866. Asmate bipartita ingår i släktet Asmate och familjen mätare. Inga underarter finns listade i Catalogue of Life.